# Rana luanchuanensis
Rana luanchuanensis é uma espécie de anfíbio anuro da família Ranidae. O seu estado de conservação ainda não foi avaliado pela Lista Vermelha da UICN. Está presente na China.